# Władysław Bruliński
Władysław Bruliński ps. „Oskar”, „Władysław Znicz” (ur. 15 grudnia 1915 w Łomży, zm. 3 lipca 1998 w Warszawie) – podpułkownik Wojska Polskiego, uczestnik walk o niepodległość Polski, szef Biura Informacji i Propagandy Okręgu Białostockiego AK, wieloletni więzień polityczny w PRL, podziemny wydawca, autor książek.

## Życiorys
Studiował w Szkole Głównej Handlowej, gdzie był aktywny w „Bratniej Pomocy” oraz stał na czele tamtejszego ONR „ABC”.
Na stopień podporucznika został mianowany ze starszeństwem z 1 stycznia 1938 i 493. lokatą w korpusie oficerów rezerwy piechoty. Posiadał przydział w rezerwie do 33 pułku piechoty. Od grudnia 1939 znajdował się w konspiracji.
Aresztowany przez NKWD 22 kwietnia 1941 r., przeżył ciężkie śledztwo, marsz śmierci i własną egzekucję (uratował się cudem – samodzielnie wydostał się ze zbiorowej mogiły, mimo ciężkiej rany głowy).
Powrócił do działalności konspiracyjnej posługując się pseudonimem „Oskar”. Od 1943 pełnił funkcję szefa BIP Okręgu Białostockiego AK.
Po II wojnie za działalność niepodległościową aresztowany. Odbył karę 8 lat ciężkiego więzienia.
W stanie wojennym i później prowadził jedno z największych wydawnictw drugiego obiegu – Unia Nowoczesnego Humanizmu, które w latach 1982–1989 wydało ponad 110 pozycji książkowych.
Autor kilkudziesięciu książek o tematyce politycznej, w większości wydanych w drugim obiegu pod pseudonimem „Władysław Znicz”. Zajmował się też tłumaczeniami. Autor wierszy (m.in. „Ojczyzna”).

## Ordery i odznaczenia
- Krzyż Srebrny Orderu Virturi Militari[7] nr 12543
- Krzyż Walecznych
- Srebrny Krzyż Zasługi z Mieczami[8].